# Río Yáblonia

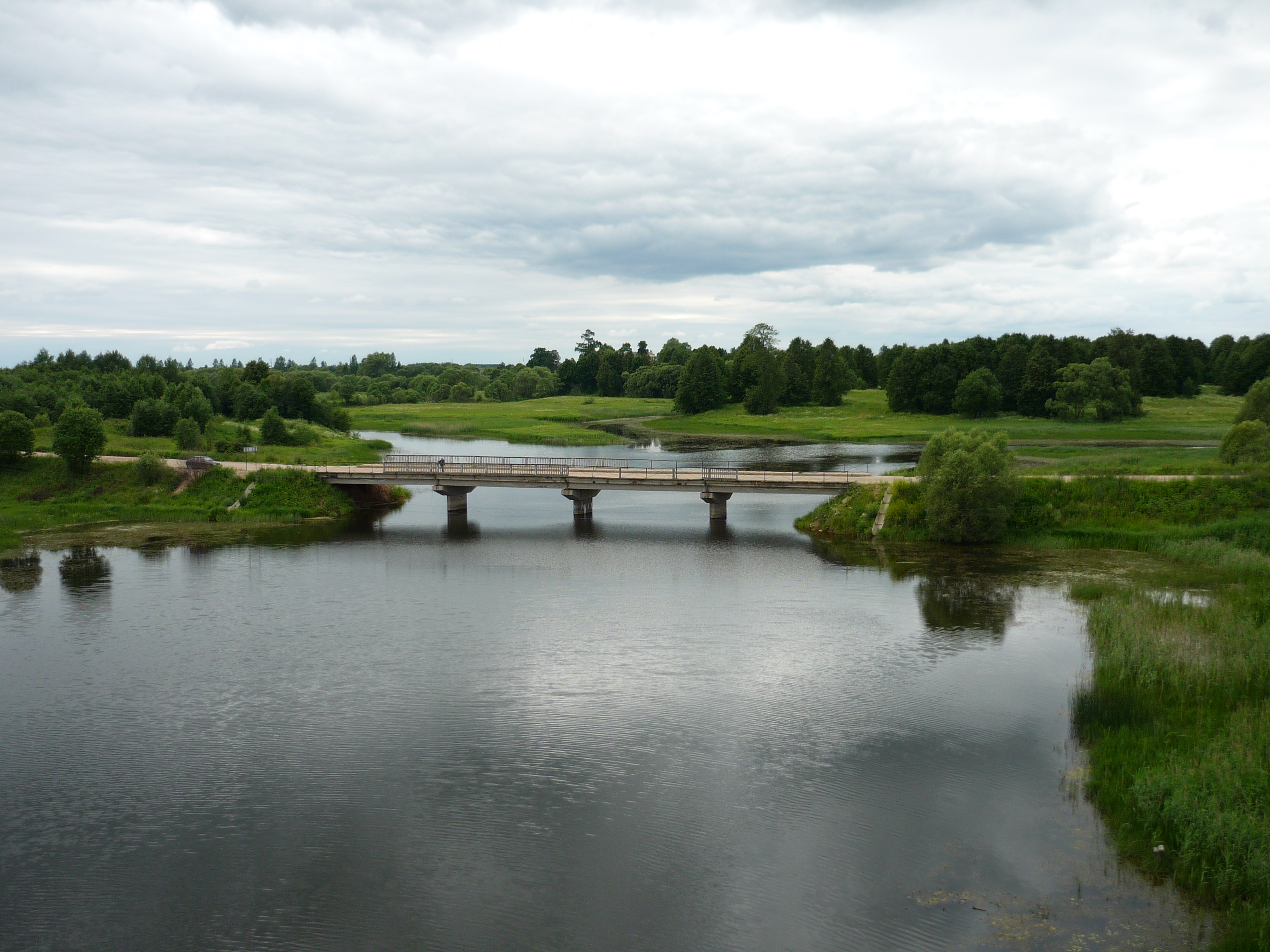
Puente sobre el Yáblonia.

El río Yáblonia (del ruso: Я́блоня) es un río del óblast de Smolensk, en el rayón de Sychovka, en Rusia. Es afluente por la orilla izquierda del río Losmina y del Vazuza (desembocan tanto el Losmina como el Yáblonia en el mismo lugar del Vazuza, y al ser el primero más caudaloso, se considera el Yáblonia afluente de este).
Tiene una longitud de 51 km y riega una cuenca de 152 km². Nace cerca de la localidad de Ekaterínino, en el rayón de Sychovka. La dirección que sigue la corriente es este. Como se ha dicho desemboca en el Vazuza en el mismo lugar que el Losmina, 6 km por debajo de Sychovka.